# Trinidad y Tobago en los Juegos Olímpicos de Tokio 2020
Trinidad y Tobago estuvo representado en los Juegos Olímpicos de Tokio 2020 por un total de 30 deportistas que compitieron en 7 deportes. Responsable del equipo olímpico fue el Comité Olímpico de Trinidad y Tobago, así como las federaciones deportivas nacionales de cada deporte con participación.
La portadora de la bandera en la ceremonia de apertura fue la atleta Kelly-Ann Baptiste. El equipo olímpico de Trinidad y Tobago no obtuvo ninguna medalla en estos Juegos.